# Lisa Hörnblad
Lisa Hörnblad est une skieuse alpine suédoise, née le 6 mars 1996.

## Biographie
Lisa Hörnblad prend part à des courses de la FIS à partir de la saison 2010-2011. Elle opte pour le ski alpin au lieu du football et du saut à ski.
Elle débute en Coupe du monde en décembre 2017 au super G de Val d'Isère. Elle marque ses premiers points sur le deuxième super G avec une 25e place. Elle participe plus tard dans la saison aux Jeux olympiques d'hiver de Pyeongchang, où elle est 17e e descente et 24e en super G.
Aux Championnats du monde 2019, elle est 20e du super G et 9e du combiné. 

## Palmarès

### Jeux olympiques
| Édition / Épreuve   | Descente | Super G |
| ------------------- | -------- | ------- |
| JO 2018 Pyeongchang | 24e      | 17e     |

### Championnats du monde
| Épreuve / Édition | Saint-Moritz 2017 | Åre 2019 |
| ----------------- | ----------------- | -------- |
| Descente          | 33e               | 25e      |
| Super G           | Abandon           | 20e      |
| Combiné           | 19e               | 9e       |

### Coupe du monde
- Meilleur classement général : 59e en 2019.
- Meilleur résultat : 11e.

| Année/Classement | Général | Général | Descente | Descente | Slalom | Slalom | Slalom géant | Slalom géant | Super G | Super G | Combiné | Combiné |
| Année/Classement | Class.  | Points  | Class.   | Points   | Class. | Points | Class.       | Points       | Class.  | Points  | Class.  | Points  |
| ---------------- | ------- | ------- | -------- | -------- | ------ | ------ | ------------ | ------------ | ------- | ------- | ------- | ------- |
| 2018             | 85e     | 41      | 42e      | 13       | -      | -      | -            | -            | 39e     | 19      | 34e     | 9       |
| 2019             | 59e     | 105     | 31e      | 48       | -      | -      | -            | -            | 27e     | 47      | 21e     | 10      |

### Coupe d'Europe
- Vainqueur du classement du super G et du combiné en 2018.
- 3 victoires.

### Championnats de Suède
- Vainqueur de la descente en 2015, 2017, 2018 et 2019.
- Vainqueur du super G en 2017, 2018 et 2019.
- Vainqueur du combiné en 2017 et 2018.